# Oswald von Loebell
Oswald Ernst Ludwig von Loebell (* 24. April 1823 in Erfurt; † 23. Dezember 1898 in Hannover) war ein preußischer Generalleutnant.

## Leben

### Herkunft
Oswald war der Sohn des preußischen Generalleutnants Karl Georg von Loebell (1777–1841) und dessen Ehefrau Emilie, geborene Uebel (1789–1869).

### Militärkarriere
Loebell absolvierte das Gymnasium in seiner Heimatstadt und trat Ende Oktober 1839 in das 6. Kürassier-Regiment der Preußischen Armee ein. Dort avancierte er Mitte November 1840 zum Sekondeleutnant. Als solcher wurde Loebell am 19. Juni 1851 zur Infanterie versetzt und im 25. Infanterie-Regiment angestellt. Drei Tage später stieg er zum Premierleutnant auf und war ab dem 30. August 1852 als Kompanieführer zum III. Bataillon im 25. Landwehr-Regiment kommandiert. In dieser Eigenschaft wurde Loebell am 21. Juli 1856 zum Hauptmann befördert sowie am 19. Juni 1859 nach Beendigung seiner Kommandierung zum Kompaniechef ernannt. Als Major und Kommandeur des I. Bataillons nahm er 1866 während des Deutschen Krieges an den Kämpfen bei Langensalza, Uettingen und Roßbrunn sowie der Beschießung von Würzburg teil.
Nach Kriegsende folgte eine Verwendung als Kommandeur des Füsilier-Bataillons und am 22. März 1868 seine Beförderung zum Oberstleutnant. Mit Beginn des Krieges gegen Frankreich wurde Loebell für die Dauer der Mobilmachung zum Kommandeur des Hannoverschen Füsilier-Regiments Nr. 73 ernannt. Er führte sein Regiment in den Schlachten bei Colombey und Gravelotte sowie bei der Belagerung von Metz. Ausgezeichnet mit beiden Klassen des Eisernen Kreuzes wurde Loebell am Tag der Kaiserproklamation zum Oberst befördert sowie am 29. März 1871 für das Friedensverhältnis als Regimentskommandeur bestätigt. Unter Stellung à la suite beauftragte man ihn am 5. Januar 1875 zunächst mit der Führung der 15. Infanterie-Brigade in Erfurt und ernannte Loebell als Generalmajor am 18. Januar 1875 zum Kommandeur dieses Großverbandes. Das Kommando gab er am 3. August 1877 an seinen Nachfolger Konstantin von Boltenstern und wurde daraufhin mit der gesetzlichen Pension zur Disposition gestellt.
Nach seiner Verabschiedung erhielt Loebell am 7. September 1881 den Charakter als Generalleutnant und wurde aus Anlass des 25. Jahrestages der Schlacht bei Colombey durch Kaiser Wilhelm II. mit der Verleihung des Sterns zum Roten Adlerordens II. Klasse mit Eichenlaub und Schwertern gewürdigt. Er war Ehrenritter des Johanniterordens.

### Familie
Loebell verheiratete sich am 19. Oktober 1859 in Marburg mit Adelheid Pauline von Ditfurth (1835–1911), eine Tochter von Maximilian von Ditfurth. Aus der Ehe gingen der Sohn Karl Arthur (* 1860), preußischer Hauptmann und Ehrenritter des Johanniterordens sowie die Tochter Gabriele (* 1863) hervor.